# جبرية

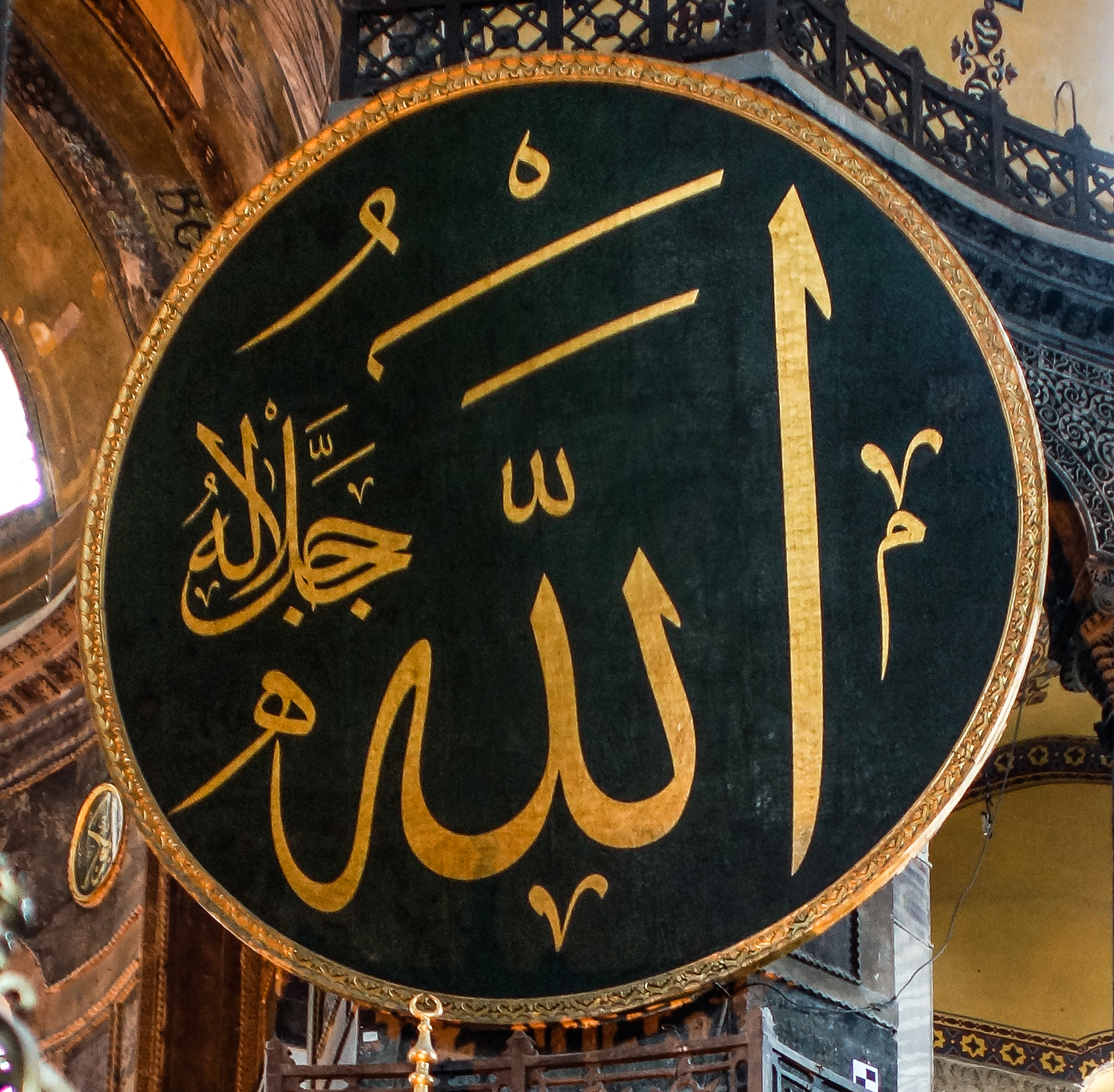

الجَبْرية أو المجبرة هي فرقة كلامية تنتسب إلى الإسلام، وجوهر عقيدتها هو أنها تؤمن بأن الإنسان مسيّر وليس مخير لأنه لا قدرة له على اختيار أعماله، ولذلك فقد اعتبرها علماء أهل السنة والجماعة. من الفرق الضالة المخالفة لمنهج وعقيدة الإسلام الحق.
ومصطلح الجبرية مشتق من الكلمة العربية جبر، والتي تعني الإجبار والإكراه بمصير القدر المحتوم، كما أن لفظ الجبرية هو مصطلح تحقيري يستخدم من قبل الجماعات الإسلامية المختلفة التي تعتبرها خاطئة، لذا فهي ليست مدرسة لاهوتية محددة.
فمثلا استخدم الأشاعرة مصطلح الجبرية في المقام الأول لوصف أتباع جهم بن صفوان (ت 746) وذلك لأن الأشاعرة يعتبرون عقيدتهم بموقف وسط بين القدرية والجبرية، ومن ناحية أخرى اعتبر المعتزلة والماتريدية أن الأشعرية بمثابة جبرية لأنهم حسب رأيهم رفضوا العقيدة الصحيحة المتمثلة في الإرادة الحرة. وكذلك استخدم الشيعة (الزيدية والاسماعيلية والإمامية الإثني عشرية) مصطلح الجبرية أو المجبرة متهمين به الأشعريين والحنابلة. مع أن الحنابلة والسلفيين عموما ينتقدون جميع الفرق الكلامية مثل القدرية والجبرية والمرجئة والجهمية المعتزلة.